# Cantó de Garges-lès-Gonesse-Oest
El cantó de Garges-lès-Gonesse-Oest és un antic cantó francès del departament de Val-d'Oise, que estava situat al districte de Sarcelles. Comptava amb part del municipi de Garges-lès-Gonesse.
Al 2015 va desaparèixer i el seu territori va passar a formar part del nou cantó de Garges-lès-Gonesse.

## Municipis
- Garges-lès-Gonesse

## Història
| Data d'elecció                           | Identitat       | Partit                       | Qualitat |
| ---------------------------------------- | --------------- | ---------------------------- | -------- |
| 1985-1994                                | Henri Cukierman | PCF UMP                      |          |
| 1994-                                    | Michel Montaldo | RPR, després UMP, després PR |          |
| les dades anteriors no són pas conegudes |                 |                              |          |
|                                          |                 |                              |          |